# Nabari
Nabari – wieś w Kiribati, na atolu Tabuaeran. Według danych szacunkowych na rok 2007 liczy 239 mieszkańców.